# Zona di comfort

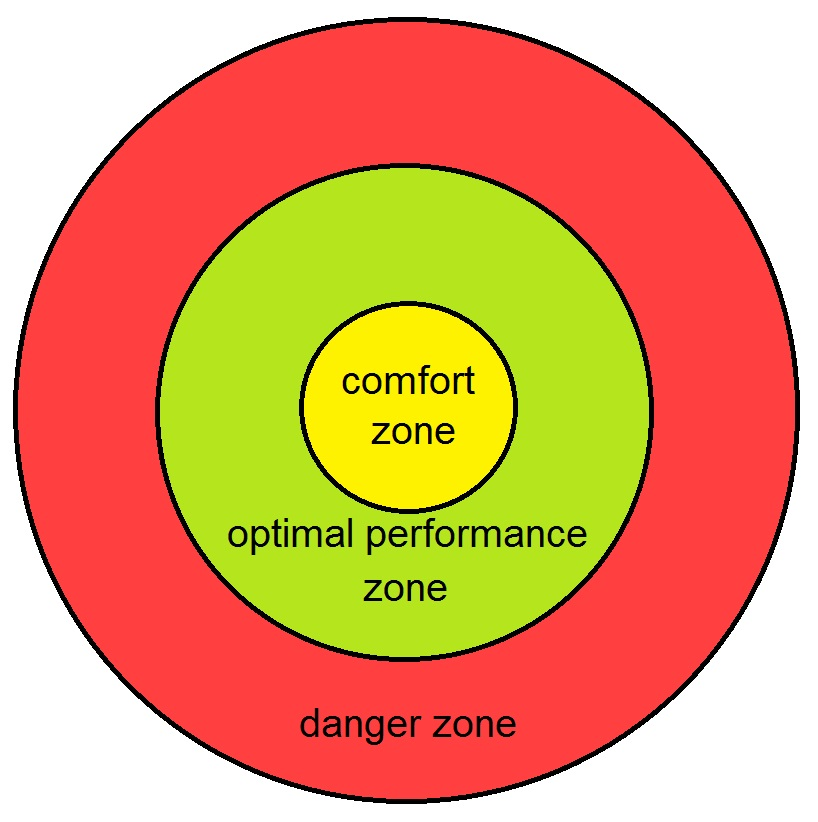
Schema che mette in relazione le zone di comfort, apprendimento e pericolo

La zona di comfort (in inglese comfort zone) è lo stato psicologico nel quale un individuo si sente perfettamente a proprio agio e sperimenta bassi livelli di ansia; all'interno della zona di comfort, i comportamenti e le prestazioni dell'individuo divengono costanti nel tempo.

## Caratteristiche
Judith Bardwick sostiene che la zona di comfort sia uno stato psicologico nel quale un individuo opera in una posizione neutra rispetto all'ansia.
Brené Brown descrive la zona di comfort come uno stato psicologico nel quale le incertezze, le carenze e le vulnerabilità sono ridotte al minimo; l'individuo sente, quindi, di avere il massimo controllo su ciò che lo circonda.

## Altre zone
Secondo le idee di Alasdair White, appena oltre i confini della zona di comfort, vi sarebbe una zona di apprendimento nella quale le prestazioni di un individuo possono essere migliorate provando una certa quantità di ansia; oltre la zona di apprendimento risiede invece la zona di pericolo, nella quale si sperimentano alti livelli di ansia che spesso compromettono le prestazioni dell'individuo.
Benché la zona di comfort sia molto rassicurante, gli psicologi consigliano di varcarne i confini per permettere all'individuo di eliminare le convinzioni limitanti, accrescere la propria autostima e migliorare il rendimento; inoltre, affrontare l'ansia e smettere di consolidare nuove abitudini, permette alla mente di partecipare attivamente al processo decisionale e di vivere così nuove esperienze.
La zona di comfort e la zona di apprendimento sono studiate dal performance management, ovvero una branca della psicologia delle organizzazioni che si occupa di stabilire se un insieme di attività e risultati soddisfino gli obiettivi di un'organizzazione; secondo tale disciplina, l'obiettivo principale per migliorare la propria performance dovrebbe essere quello di espandere sia la zona di comfort sia la zona di apprendimento, massimizzando il tempo trascorso in quest'ultima.